# Indispensable
Indispensable è il diciannovesimo album in studio della cantante e attrice messicana Lucero, pubblicato nel 2010.

## Tracce
1. Indispensable – 3:00 (Lucero, Karla Aponte, Cesar Lemos)
2. Eres Todo – 3:37 (Lucero, Talita Real, Ender Thomas)
3. Amor Virtual – 3:07 (Lucero, K. Aponte, C. Lemos, Ernesto Fernández)
4. Mi Refugio y Libertad – 3:28 (Lucero, K. Aponte, C. Lemos)
5. Esta Vez la Primera Soy Yo – 2:36 (Lucero, K. Aponte, C. Lemos, Fernández)
6. Daño Irreparable – 3:14 (Lucero, K. Aponte, C. Lemos)
7. Te Quiero Aunque no Quiera – 3:16 (Lucero, K. Aponte, C. Lemos)
8. Dueña de Tu Amor – 3:40 (Lucero, K. Aponte, Silvio Richetto)
9. Mucho Más Que Dos – 3:33 (Lucero, K. Aponte, C. Lemos)
10. Ahora Estoy Sin Ti – 3:27 (Lucero, K. Aponte, C. Lemos)
11. Indispensable (English Version) – 3:01 (Lucero, K. Aponte, C. Lemos, Ric Wake)
12. Dueña de Tu Amor (Telenovela Version) – 3:41 (Lucero, K. Aponte, Richetto)

Tracce Bonus Special Edition I
1. Dueña De Tu Amor (Dance Mix) – 3:34 (Lucero, K. Aponte, Richetto)
2. Dueña De Tu Amor (Ranchera) – 3:36 (Lucero, K. Aponte, Richetto)
3. Indispensable Behind the Scenes – 1:48
4. Indispensable (Closed-Captioned) – 3:45 (Lucero, K. Aponte, C. Lemos, Luieville & Co.)
5. Pictures Gallery
6. Wallpapers

Tracce Bonus Special Edition II
1. Dueña De Tu Amor (Dance Mix) – 3:34 (Lucero, K. Aponte, Richetto)
2. Dueña De Tu Amor (Ranchera) – 3:36 (Lucero, K. Aponte, Richetto)
3. Indispensable (Video) – 3:45 (Lucero, K. Aponte, C. Lemos, Luieville & Co.)